# Pristina bilobata
Pristina bilobata är en ringmaskart som först beskrevs av Bretscher 1903.  Pristina bilobata ingår i släktet Pristina och familjen glattmaskar. Inga underarter finns listade i Catalogue of Life.